# René Lepeltier
Pour les articles homonymes, voir Lepeltier.
René Lepeltier, né le 29 juin 1906 à Flers et mort le 25 avril 1947 à Fort-Lamy, est un militaire et résistant français, Compagnon de la Libération. Engagé volontaire des troupes de marine, il est déjà un sous-officier expérimenté lorsque débute la Seconde Guerre mondiale. Rallié à la France libre en 1940, il combat en Afrique du Nord et au Proche-Orient avant d'être grièvement blessé en Libye. Ne pouvant plus combattre, il quitte l'armée et devient inspecteur de police mais meurt prématurément des suites de ses blessures.

## Biographie

### Jeunesse
René Lepeltier naît le 29 juin 1906 à Flers, dans l'Orne. Engagé dans l'armée, il est affecté au 15e régiment de tirailleurs sénégalais puis au 1er régiment d'infanterie coloniale avec lequel il est stationné au Maroc en 1925 puis en Tunisie en 1927. En 1929, il est envoyé aux Antilles pour participer à la reconstruction des îles qui viennent d'être dévastées par un cyclone. Il retourne en 1930 en Afrique où il est affecté aux compagnies méharistes sahariennes et parcourt la Mauritanie jusqu'en 1934 puis le Tchad. Promu sergent-chef, il est en poste au régiment de tirailleurs sénégalais du Tchad à la veille de la Seconde Guerre mondiale.

### Seconde Guerre mondiale
Ayant pris connaissance de l'appel du général de Gaulle, René Lepeltier attend des autorités du Tchad qu'elles se rallient à lui. Cependant, voyant que ce n'est pas le cas, il décide de rejoindre de lui-même la France libre et quitte le Tchad le 6 juillet 1940. Parvenu à traverser le désert et à rejoindre les troupes britanniques au Soudant, il est envoyé au camp d'Ismaïlia, en Égypte, où il est affecté au 1er bataillon d'infanterie de marine avec lequel il prend part à la guerre du désert en Libye. En juin 1941, il participe à la campagne de Syrie au cours de laquelle il est brièvement fait prisonnier par les troupes du régime de Vichy. De retour en Libye et promu adjudant, il participe à la prise du col d'Halfaya puis à l'installation des troupes françaises sur l'oasis de Bir Hakeim.
Le 14 mars 1942, René Lepeltier dirige une patrouille de reconnaissance dans le secteur de Bir Hakeim. Entré en contact avec une unité ennemie, le combat s'engage et il est grièvement blessé par un obus qui lui broie la cuisse. Malgré la douleur, il parvient à se faire un garrot et à reprendre son véhicule pour rejoindre ses lignes. Après plusieurs mois d'hospitalisation au cours desquels il a du être amputé de sa jambe, il est réformé en novembre 1942 et, ne pouvant plus combattre, est cantonné à des tâches administratives. Ne se sentant plus utile, il demande à quitter l'armée et est démobilisé le 1er avril 1944.

### Après-Guerre
Après le conflit, il subit encore de nombreuses opérations chirurgicales puis obtient un poste d'inspecteur de police au Tchad malgré les réticences de son médecin. Considérablement affaibli par ses blessures et ses opérations, René Lepeltier meurt le 25 avril 1947 à Fort-Lamy et y est inhumé.

## Décorations
|  |  |  |  |  |  |
|  |  |  |  |  |  |

| Compagnon de la Libération Par décret du 18 avril 1942  | Compagnon de la Libération Par décret du 18 avril 1942 | Compagnon de la Libération Par décret du 18 avril 1942 | Croix de guerre 1939-1945 Avec une palme | Croix de guerre 1939-1945 Avec une palme | Croix de guerre 1939-1945 Avec une palme | Médaille coloniale Avec agrafe "Maroc" | Médaille coloniale Avec agrafe "Maroc" | Médaille coloniale Avec agrafe "Maroc" |
| Médaille commémorative française de la guerre 1939-1945 |                                                        |                                                        |                                          |                                          |                                          |                                        |                                        |                                        |